# Huseynqulu Sarabsky
Huseynqulu Sarabsky (en azéri: Hüseynqulu Sarabski; nom de naissance : Huseynqulu Melik oglu Rzayev), né le 20 mars 1879, à Bakou, Azerbaïdjan et mort le 16 février 1945, dans la même ville, est un chanteur d'opéra  (ténor), compositeur, dramaturge, acteur de théâtre et metteur en scène azerbaïdjanais.

## Jeunesse
Huseynqulu Sarabsky naît dans une famille pauvre à la veille des vacances de Novruz. Dans son enfance, il apprend le Coran avec le mollah-badji, mais ce dernier battant sévèrement le garçon inapte aux langues étrangères, il refuse de poursuivre ses études. Il gagne sa vie en travaillant comme tailleur de pierre et dans une forgerie.  Parallèlement, il suit les cours de russe gratuits pour les pauvres, payés par le patron de pétrole Zeynalabdin Taghiyev, millionnaire.
En 1891, à l'âge de douze ans, il voit pour la première fois une représentation théâtrale, mise en scène par des acteurs amateurs azerbaïdjanais «Khan Sarabsky», basée sur la pièce de Mirza Fatali Akhoundov Le vizir du khanat de Lenkoran. Impressionné, il choisit plus tard le nom de scène Sarabsky.

## Carrière théâtrale
La première expérience scénique de Sarabsky lui-même est le rôle de Rasul dans la mise en scène de la pièce de Nariman Narimanov Shamdan-bek en 1902. Par la suite, il joue dans un certain nombre de pièces d'auteurs azerbaïdjanais et européens, mais son talent créatif est particulièrement apprécié après son rôle dans Almanzor de Heine. Le compositeur Uzeyir Hadjibeyov note aussi son excellente interprétation du mugam Hijaz-i Arabi et le choisit pour le rôle principal dans la première de son opéra Leyli et Madjnun en 1908. Sarabsky a un tel succès qu'au cours des 30 années suivantes, il joue le rôle de Madjnun environ 400 fois. Avec ce spectacle il va en tournée à Tiflis, Elizavetpol, Erivan, Vladikavkaz, Tabriz, Resht et Téhéran.

## Dramaturge et compositeur
En 1923-1926, il fonde une troupe de théâtre à Chemakha et un théâtre dramatique à Aghdam.
Avant la révolution, Sarabsky écrit trois pièces: Ignorance, Celui qui cherche trouve et En semant, vous récoltez. Il compose également de nombreuses chansons, dont des chansons pour enfants.
En 1936-1937, Sarabsky a écrit le livre Vieux Baku, où, avec des informations historiques et ethnographiques, il évoque les riches traditions musicales de la ville.
En 1940-1942, Sarabsky enseigne l'opéra et le mugam au Conservatoire d'État d'Azerbaïdjan. Ses élèves sont des chanteuses connues comme Sara Gadimova et Chovkat Alakbarova.

## Dernière période de sa vie
Sarabsky s’éteint d'un cancer de la gorge en 1945 et il est enterré à l'Allée d’honneur de Bakou. Avant sa mort, malade, il souhaite voir la chanteuse d'opéra Haguigat Rzayeva (qui était sa partenaire de scène pendant 15 ans), lui demandant d'interpréter une scène de Leili et Majnun. Ainsi il ajoute au testament son souhait d’être enterré au son de cet air interprété par H. Rzayeva.